# Kyiv Post
Kyiv Post é um jornal ucraniano de língua inglesa fundado em outubro de 1995 por Jed Suden. É o jornal mais antigo ainda em circulação na Ucrânia.

## História
O americano Jed Sunden fundou o jornal semanal Kyiv Post em 18 de outubro de 1995 e mais tarde criou a KP Media para suas participações. O jornal, que entrou no ar em 1997, atende aos leitores ucranianos e estrangeiros com uma mistura de interesse geral de cobertura política, de negócios e de entretenimento. A equipe de 50 pessoas é composta principalmente por jornalistas ucranianos, totalizando 35 membros da equipe editorial e 15 na divisão comercial em 10 de janeiro de 2020, incluindo 40 ucranianos.
Historicamente, a política editorial tem apoiado a democracia, a integração ocidental e os mercados livres para a Ucrânia. O jornal publicou inúmeras histórias investigativas, incluindo a cobertura do assassinato do jornalista Georgiy Gongadze em 2000, no qual o ex-presidente ucraniano Leonid Kuchma é o principal suspeito; a Revolução Laranja de 2004, na qual uma grande revolta pública impediu Viktor Yanukovych de assumir o poder como presidente após a eleição presidencial fraudulenta de 26 de novembro de 2004; o Euromaidan de 2013-14 que derrubou Yanukovych como presidente; a invasão russa da Crimeia e a Guerra em Donbas.
Em 8 de novembro de 2021, o site do jornal publicou uma declaração do proprietário Adnan Kivan anunciando o fechamento temporário do periódico, afirmando que "um dia, esperamos reabrir o jornal maior e melhor." Repórteres do Kyiv Post responderam em uma declaração conjunta que o fechamento repentino ocorreu logo após a tentativa de Kivan de "infringir" sua independência editorial. Alguns desses repórteres fundaram uma nova publicação em inglês chamada The Kyiv Independent, que é financiada por doações e publicou seu primeiro boletim informativo em 26 de novembro de 2021 e seu site em 2 de dezembro.
Em 11 de novembro de 2021, Luc Chénier foi nomeado novo diretor executivo do Kyiv Post. Em 24 de dezembro de 2021, Bohdan Nahaylo foi nomeado novo editor e o jornal retomou a publicação.

## Prêmios e reconhecimento
Em 2014, a equipe do Kyiv Post ganhou a prestigiosa Medalha de Honra da Escola de Jornalismo da Universidade de Missouri por Serviços Distintos em Jornalismo. O prêmio foi concedido ao editor-chefe Brian Bonner e à então vice-editora-chefe Katya Gorchinskaya, que ocupou o cargo de 2008 a 2015, em uma cerimônia na escola de jornalismo em Columbia, Missouri, em 28 de outubro de 2014.
Em junho de 2022, Anna Myroniuk e Andrei Ciurcanu ficaram em segundo lugar no European Press Prize's Investigative Reporting Award por uma história publicada no Kyiv Post. A história revelou como os fabricantes chineses de tabaco estavam contrabandeando milhões de cigarros para a Ucrânia.